# Emma Vilarasau Tomàs
Emma Vilarasau Tomàs   (Sant Cugat del Vallès, 6 d'abril de 1959) és una actriu catalana de teatre, cinema i televisió, des del 1989 casada amb el company d'ofici Jordi Bosch amb qui ha tingut dos fills. És considerada com una de les millors actrius de Catalunya i una de les millors en dramatúrgia motiu pel qual el 2015 li fou concedida la Creu de Sant Jordi «per la trajectòria de conjunt que la distingeix en els àmbits del teatre, el cinema i la televisió». Igualment, el 2017 va obtenir el Premi Nacional de Cultura «per la seva professionalitat en el món del teatre i la televisió des de finals dels anys 1980».
Durant deu anys va pertànyer a la companyia del Teatre Lliure de Barcelona treballant amb directors com Fabià Puigserver, Lluís Pasqual, Sergi Belbel, Tamzin Townsend, Carme Portacelli, Pere Planella, Mario Gas i Manel Dueso. Paral·lelament al teatre, també ha interpretat personatges televisius en sèries de TV3 com Secrets de família on va començar la seva popularitat televisiva i Nissaga de Poder que la va portar al cor de milers d'espectadors com a la malèvola però dolça i sensible Eulàlia Montsolís. Posteriorment ha treballat en altres projectes televisius com la sèrie còmica Majoria absoluta i Ventdelplà.
Ha estat la Carme de L'hèroe, de Santiago Rusiñol, la Febe d’Al vostre gust, de William Shakespeare, l'Eleneta d’Un dels últims vespres de carnaval, de Carlo Goldoni, la senyora Xin de La bona persona de Sezuan, de Bertolt Brecht, la Marta de Terra baixa, d'Àngel Guimerà, la Susanna de Busco al senyor Ferran, de Jean-Claude Carrière, o la Blanche Dubois d’Un tramvia anomenat Desig, de Tennessee Williams.

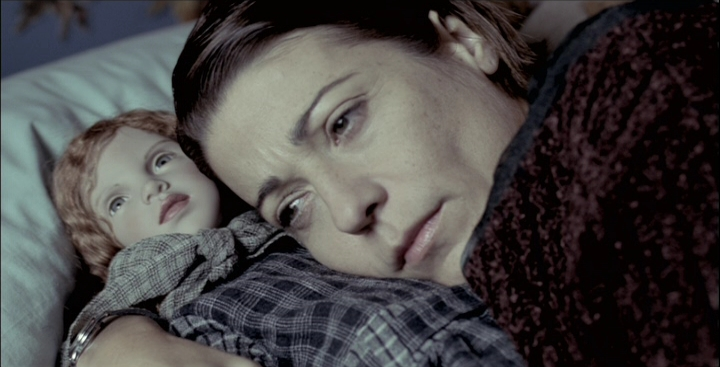
Vilarasau en una escena dEls sense nom

En cinema ha aparegut, entre d'altres, a Els sense nom, de Jaume Balagueró, L'illa de l'holandès, de Sigfrid Monleón, Utopia, de Maria Ripoll, Para que no me olvides i Els nens salvatges, de Patricia Ferreira, Mujeres en el parque, de Felipe Vega, o Casa en flames, de Dani de la Orden.

## Trajectòria
Als 15 anys es va apuntar a l'Agrupació Teatral Maragall, que era el grup de teatre de Sant Cugat, on amb Les mosques de Jean-Paul Sartre va pujar per primera vegada a l'escenari d'un teatre. Després d'estudiar a l'Escola Santa Isabel de Sant Cugat, es va matricular per a fer el COU a Barcelona i on va viure tota l'ebullició política després de la mort del dictador Francisco Franco. El 1976 va entrar a l'Institut del Teatre de Barcelona i ho deixa, i després d'un any d'estudiar Magisteri, torna a l'Institut i el 1980 completa els estudis, que va aprofundir en seminaris i altres cursos amb figures com Joan Enric Lahosa, John Strasberg o Carlos Gandolfo. De seguida va obtenir el primer treball professional a l'obra Món, dimoni i carn, que va dirigir Carme Portaceli, amb escenografia de Fabià Puigserver. Després Lluís Pasqual va dirigir per primera vegada un taller de postgraduats de l'Institut i van fer un Molière: L'impromptu a Versalles, de gira, cobrant i al costat de Núria Comas, Andreu Benito, la Mercè Arànega i Jaume Valls.
Així com sortir del col·legi de monges i entrar a un institut va ser per a Vilarasau entendre políticament què era el món, entrar al Teatre Lliure va ser entendre què era el teatre, de què servia, per a qui servia, de quina manera s'havia de fer i de quina manera s'havia de mirar.

## Teatre Lliure
Al Teatre Lliure va començar el 1983 amb una excel·lent interpretació a L'hèroe, de Santiago Rusiñol, al costat de l'actor Joaquim Cardona. L'any següent va intervenir a La flauta màgica, de Wolfgang Amadeus Mozart, en un muntatge teatral de Fabià Puigserver, amb adaptació musical de Josep Pons. En aquesta obra va formar amb Lluís Homar el que en termes de la sarsuela seria la parella còmica, i es van moure per l'escenari amb facilitat i dominant en tot moment la situació. El 1986, al Teatre Romea, fou una de les noies de les cinc parelles que intervenien a La ronda d'Arthur Schnitzler. Aquell mateix any va obrir la temporada del Mercat de les Flors amb Francesc Lucchetti encapçalant el nombrós repartiment de Santa Joana dels escorxadors, de Bertolt Brecht. El director fou l'alemany Konrad Zschiedrich, un dels directors de més prestigi de la República Democràtica Alemanya.
El 1987 va ser la víctima del torturador Fermí Reixach a L'última copa de Harold Pinter i tingué un paper menor a Lorenzaccio, Lorenzaccio, versió de Guillem-Jordi Graells i Lluís Pasqual sobre l'obra d'Alfred de Musset. L'any següent té un paper secundari a La bona persona de Sezuan, protagonitzada per Anna Lizaran. Aquell mateix any va debutar al cinema i a la televisió. Per un costat va ser la protagonista d'Una nit a Casa Blanca d'Antoni Martí, on va interpretar a una noia amb caràcter que arrossega a Carles Pongiluppi, més jove, i que finalment serà el qui tregui més profit de l'aventura. També va intervenir en el vodevil Amb la mosca al nas, de Georges Feydeau, gravat als estudis de TV3.
Novament al Mercat de les Flors, el 1988 va encapçalar el repartiment de Combat entre negre i gossos, dirigida per Carme Portacelli i al costat de Joan Miralles i Andreu Benito. El 1989 va protagonitzar amb Lluís Homar i Anna Lizaran Les noces de Fígaro, dirigida per Fabià Puigserver. El 1990, Xicu Masó la va dirigeir en un paper secundari a Els gegants de la muntanya i Sergi Belbel a la comèdia Tàlem al Teatre Romea. També és aquest any va aparèixer per primera vegada en una comèdia musical per la televisió: Mirandolina, adaptació musical per a TV3 escrita per Jordi Teixidor, amb música de Joan Vives i direcció de Ricard Reguant. Soc com soc, protagonitzada per Alberto Closas, també fou la seva primera aparició en una sèrie televisiva.
Fabià Puigserver la va triar a finals de 1990 per a interpretar la Marta del drama d'Àngel Guimerà Terra baixa. El Manelic era Lluís Homar i el Sebastià, Joan Miralles. La Marta va ser la desagradable experiència de tenir una estrena molt marcada pels nervis. Vilarasau estava embarassada, era l'últim espectacle de Fabià, hi havia moltes expectatives en aquell paper. A primers d'octubre de 1990, i sense abandonar el registre dramàtic, es va posar a la pell de Blanche Dubois, un dels personatges femenins més complexos de l'escena del segle xx. L'obra, Un tramvia anomenat Desig, de Tennessee Williams, comptà amb la direcció de Manel Dueso. El 1991, va actuar a Els últims vespres de carnaval, dirigida per Lluís Pasqual. Dins d'un cicle de grans clàssics catalans, Vilarasau va intervenir el 1992 en un altre Guimerà, La filla del mar, en una posada en escena de Sergi Belbel.
Feia temps que l'actriu venia exhibint en treballs ben diversos, la majoria al Teatre Lliure, una interpretació rellevant, però va ser el seu monòleg a La infanticida de Víctor Català l'obra que li va donar més prestigi, tot utilitzant el geni de l'escriptora amb una força commovedora. Després d'interpretar una reposició de Les noces de Fígaro va tornar al Teatre Lliure amb l'enunciat comú Imma / Emma. Dos Monòlegs, un doble programa de bon teatre protagonitzat per dues actrius estretament vinculades a la companyia de la Vila de Gràcia: Imma Colomer i Emma Vilarasau. Ambdues intèrprets van reviure així uns estimables treballs en solitari, monòlegs produïts en el seu dia pel Centre Dramàtic de la Generalitat. Es tracta de No havia d'haver vingut, escrit per Feliu Formosa per a Imma Colomer, i La infanticida, de Víctor Català, amb Vilarasau com a protagonista, treball pel qual l'actriu va rebre el premi d'interpretació que concedeix la crítica barcelonina.
El 1993 va intervindre a Dansa d'agost, un viatge a la memòria de la mà d'una família irlandesa protagonitzat per Anna Lizaran i Muntsa Alcañiz, interpretació per la qual va ser guardonada amb el Premi Margarida Xirgu i de la crítica teatral de Barcelona. Poc després va intervenir a Roberto Zucco dirigida per Lluís Pasqual. A principis de 1994, Emma Vilarasau i Jordi Bosch van encapçalar el repartiment d'El barret de cascavells, de Luigi Pirandello, dirigits en aquesta ocasió per Lluís Homar, que s'estrenava en aquestes funcions. Va tenir una fugaç aparició com a minyona espantadissa de la família Foix a la pel·lícula La febre d'or, dirigida per Gonzalo Herralde. Amb Ferran Rañé va interpretar el 1993 Busco el senyor Ferran, dirigida per Pere Planella. És llavors quan li arriben els primers papers de sèries de televisió i el 1993, Vilarasau fa diverses col·laboracions a la telecomèdia de TV3 d'ambient urbà Quico, protagonitzada per Ferran Rañé, l'any següent ho fa a Estació d'enllaç, i el 1995 a Secrets de família.

## Nissaga de poder

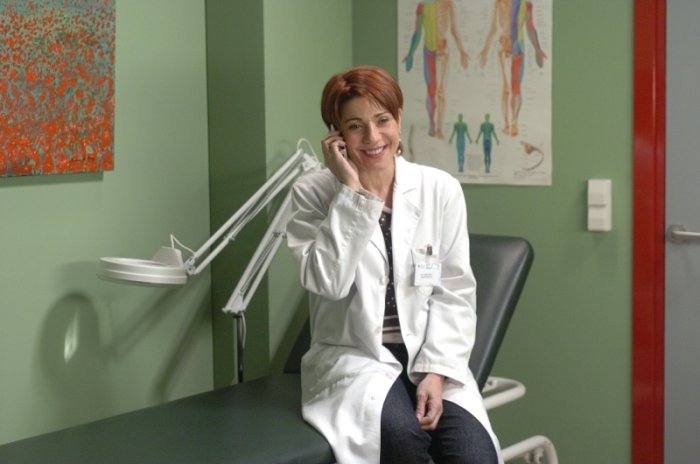
Vilarasau en una escena de Ventdelplà

El 1996 li ofereixen el paper protagonista d'una gran sèrie de TV3: Nissaga de poder. El repartiment, de més de 30 actors principals, estava encapçalat per Emma Vilarasau i Jordi Dauder, que a la sèrie de televisió feien d'Eulàlia i Mateu Montsolís, dos germans propietaris d'unes caves al Penedès, membres d'una rica família. Vilarasau és una dona frívola i marcada pel seu obscur passat. Gràcies a aquest personatge com a dolenta del culebrot, Vilarasau es va fer força popular a Catalunya i va despertar grans passions a favor i en contra, i el final tràgic del personatge va donar lloc a un debat de grans fondàries entre els seguidors de la telenovel·la. El poder de la televisió la convertí en un rostre conegut, el seu èxit va sobrepassar les previsions més optimistes, i en el període entre gener i abril de 1996 la quota de pantalla va ser del 38%, amb una punta de 955.000 espectadors.
Emma Vilarasau, però, prefereix el públic anònim del teatre i l'espectacle Busco el senyor Ferran li va tornar a donar l'oportunitat del joc teatral, compartit amb Ferran Rañé i dirigida per Pere Planella. Aquesta obra de Jean-Claude Carrière va estar en cartell al Teatre Villarroel de Barcelona fins al final del mes de març, i va començar després una gira per Catalunya. La personalitat que hi adoptà, una dona misteriosa que era tot un terbolí, li va fer potenciar un histrionisme còmic per a tractar el món de la parella des d'un enfocament poc convencional.

El 1997, s'estrenà en els telefilms amb Un caso para dos, d'Antonio Chavarrías i de nou al costat de Ferran Rañé. Va seguir amb una obra de teatre que el Centre Dramàtic de la Generalitat estrenà el gener de 2008 al Teatre Romea, Paraules encadenades, un thriller de Jordi Galceran on Vilarasau i Jordi Boixaderas protagonitzaven un duel a mort. L'any 1999 va guanyar el premi a la millor actriu al Festival Internacional de Cinema Fantàstic de Catalunya per la pel·lícula Els sense nom de Jaume Balagueró. El film narra la història d'una dona que, cinc anys després de l'assassinat de la seva filla, rep una trucada telefònica d'ella.

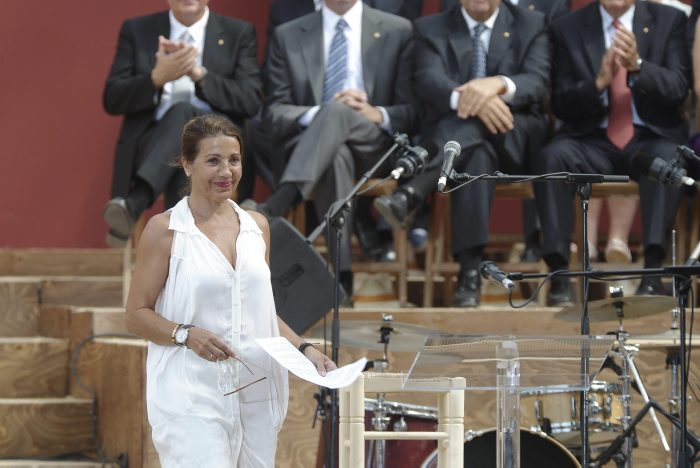
Emma Vilarasau a l'acte institucional de la Diada Nacional de Catalunya de 2012 al parc de la Ciutadella

Francesc Orella i Emma Vilarasau varen coincidir el 2003 al film Utopia, dirigit per Maria Ripoll. Els dos actors santcugatencs col·laboraren de nou a la pantalla gran amb Els nens salvatges, la nova pel·lícula de Patricia Ferreira, amb qui ja havia treballat a Para que no me olvides. Amb un muntatge dirigit per Ariel García Valdés al Teatre Nacional de Catalunya (TNC) va estrenar el 2005 Tres germanes, les altres dues eren Laura Conejero i Nora Navas. Amb direcció de Sergi Belbel, el 2010 va protagonitzar Agost, de Tracy Letts, que va arribar al TNC després d'haver obtingut un dels èxits més rotunds de l'escena de Broadway dels darrers anys. Amb prop de 40.000 espectadors, després de dues pròrrogues i amb la promesa de tornar l'abril de l'any següent, es convertí en l'obra de la temporada.
El 2023 va estrenar Teatre Romea en el marc del darrer Festival Grec de Barcelona Lali Symon, una comèdia amb Mont Plans i Júlia Bonjoch i dirigida i escrita per Sergi Belbel. L'any següent va tornar al cinema per a protagobitzar Casa en flames, en el paper de la Montse, una mare que ha dipositat totes les seves esperances en reunir a la seva família un cap de setmana d'estiu a Cadaqués. La pel·lícula en un mes va recaptar gairebé un milió d'euros i es va situar com la segona pel·lícula en català més vista de la dècada, només superada per Alcarràs (2022). Pel seu paper, Emma Vilarasau va obtenir un Premi Gaudí a la millor protagonista femenina.

## Interpretacions
Teatre
- Santa Joana dels escorxadors, vers 1980
- Mort, dimoni i carn, 1982
- L'impromptu a Versalles, 1982
- L'héroe, 1983
- Al vostre gust,1983
- Els fills del sol, 1984
- La flauta màgica, 1984
- Un dels últims vespres de carnaval, 1985
- La ronda, 1986
- El 30 d'abril, 1987
- L'última Copa, 1987
- Lorenzaccio, Lorenzaccio, 1987
- La bona persona de Sezuan, 1988
- Les noces de Fígaro, 1989
- Combat entre negre i gossos, 1989
- Els gegants de la muntanya, 1990
- Tàlem, 1990
- Terra baixa, 1990
- Dansa d'agost, 1991
- La infanticida, 1992
- Roberto Zucco, 1993
- El barret dels cascavells, 1994
- Busco el Senyor Ferran, 1996
- Paraules encadenades, 1998
- Lectura de poemes de Miquel Martí i Pol, 1998
- El criptograma,1999
- Un tramvia anomenat Desig, 2000
- L'habitació del nen, 2003
- Paraules contra la guerra, 2003
- Les tres germanes, 2005
- Un matrimoni de Boston, 2005 i 2006
- Carta d'una desconeguda, 2007
- Espectres, 2008
- La infanticida, 2009
- Agost, 2010-2012
- Desclassificats, 2011 (de Pere Riera)
- Qui té por de Virginia Woolf, 2011 - 2012
- Barcelona, 2013 -2014[51]
- Els dies feliços, 2014
- Fedra, 2015
- Infàmia, 2016
- Victòria, 2016
- La mare, 2017
- Si mireu el vent d'on ve, 2018
- Medea, 2018
- Berenice, 2018
- La cabra, o qui és Sylvia?, 2020
- Eva contra Eva, 2021
- L'oreneta, 2022
- Tots eren fills meus, 2023
- Lali Symon, 2023
- Ifigenia, 2024
- Un Matrimoni de Boston, 2024

Sèries de televisió
- Quico, el progre, 1993, com a Núria Gratacós
- Estació d'enllaç, 1995, com a Mariona (capítol 22, "Records")
- Secrets de família, 1995, com a Laura Cuffi
- Nissaga de poder, 1996-98, com a Eulàlia Montsolís
- Crims, 2000, com a Olga Tor
- Mirall trencat, 2002, com a Armanda
- Majoria absoluta, 2002-03, com a Judit Altimir
- Ventdelplà, 2005-10, com a Teresa Clarís

Cinema i telefilms
- Un caso para dos, 1996
- Ni tan siquiera tienes ojos azules, 1997 (curtmetratge)
- Dues dones, 1998
- Els sense nom, 1999
- Utopia, 2001
- L'illa de l'holandès, 2001
- Germanes de sang, 2001
- Gossos, 2002
- Les veus del vespre, 2002
- Para que no me olvides, 2005, de Patricia Ferreira, com a Irene (guanyadora del premi Sant Jordi a la millor actriu i nominada al premi Goya a la millor actriu)
- Mujeres en el parque, 2007, de Felipe Vega, com a Clara
- Cruzando el límite, 2010, de Xavi Giménez, com a Mare
- Desclassificats, 2012, de Pere Riera, dirigida per Abel Folk i Joan Riedweg, com a Sílvia Utgés (TV Movie)
- Els nens salvatges, 2012, de Patricia Ferreira, com a directora de l'institut
- Casa en flames, 2024 de Dani de la Orden, com a Montse

## Obra publicada
- Barderi, Montse; Vilarasau, Emma. Camí d'anada i tornada.  Barcelona: Columna, 2017. ISBN 978-84-664-2200-0.[52]